# 恒星ストリーム

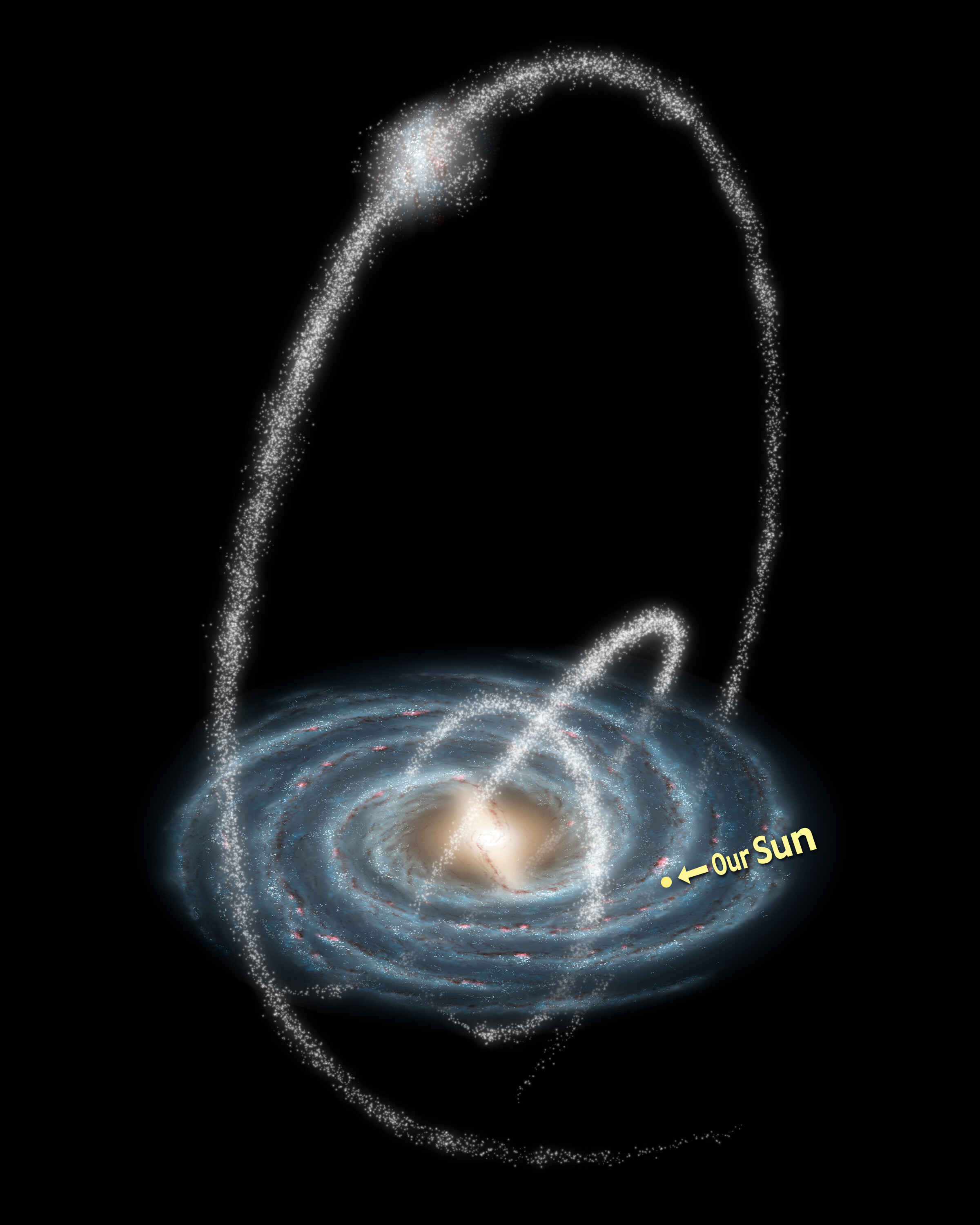
銀河系を取り巻く恒星ストリームの想像図。

恒星ストリーム（こうせいストリーム、英: Stellar stream）とは、銀河を取り巻く恒星または水素ガスで構成された構造物である。

## 概要
恒星ストリームは、多くの恒星で構成された細長い構造物であり、それがある程度の数をもって星団や矮小銀河となっている部分もある。構成要素は恒星ストリームの種類によってさまざまである。恒星ストリームは、銀河の周辺に存在する伴銀河が、銀河との衝突や接近により、重力によって引き伸ばされた結果出来たものであると考えられている。全部が崩壊すると、銀河を取り巻く構造となるが、一部が銀河にとらわれた場合、一部分のみが接合している場合もある。この例には銀河系が大マゼラン雲および小マゼラン雲とつながっているマゼラニックストリームがある。

## 歴史
初めての恒星ストリームは、銀河系に属するアークトゥルス・ストリームで、1971年に発見された。現在銀河系では16本の恒星ストリームが発見されている。
銀河系以外の天体では、2001年に発見された、アンドロメダ銀河にある恒星ストリームが最初である。
銀河系の恒星ストリームの1つであるHelmi streamには、HIP 13044という恒星があり、この恒星にはHIP 13044 bという太陽系外惑星の検出が報告されている。HIP 13044 bは、現在では銀河系に属する惑星であるが、かつては銀河系外にあった惑星であるため、史上初の銀河系外惑星と発表された事がある。ただしこの惑星の検出については疑義も存在しており、存在は未確定である。

## 一覧

### 銀河系
| 名称                       | 長さ（光年） | 質量（M☉） | 構成要素       | 起源                       | 発見年 |
| -------------------------- | ------------ | ---------- | -------------- | -------------------------- | ------ |
| アークトゥルス・ストリーム |              |            | 古い低金属星   | 崩壊した矮小銀河           | 1971   |
| マゼラニックストリーム     | 100万        | 2億        | 中性水素       | 大マゼラン雲と小マゼラン雲 | 1972   |
| いて座ストリーム           | 100万        | 1億        | 多種多様な恒星 | いて座矮小楕円銀河         | 1994   |
| Helmi stream               |              | 10 - 100万 | 古い低金属星   | 崩壊した矮小銀河           | 1999   |
| Palomar 5 stream           | 3万          | 5000       | 古い恒星       | パロマー5                  | 2001   |
| Virgo stream               | 3万          |            |                | 崩壊した矮小銀河           | 2001   |
| Monoceros ring             | 20万         | 1億        | 中間年齢の恒星 | おおいぬ座矮小銀河         | 2002   |
| Anticenter stream          | 3万          |            | 古い恒星       | 崩壊した矮小銀河           | 2006   |
| NGC 5466 stream            | 6万          | 10万       | とても古い恒星 | NGC 5466                   | 2006   |
| Orphan stream              | 2万          | 10万       | 古い恒星       | 不明                       | 2006   |
| Acheron stream             |              |            |                | 球状星団                   | 2007   |
| Cocytus stream             |              |            |                | 球状星団                   | 2007   |
| Lethe stream               |              |            |                | 球状星団                   | 2007   |
| Styx stream                |              |            |                | 崩壊した矮小銀河           | 2007   |
| Bootes III stream          |              |            |                | Styx stream内部にある      | 2007   |
| Aquarius Stream            | 3万          | 不明       | 古い恒星       | 崩壊した矮小銀河           | 2010   |

### アンドロメダ銀河
| 名称                                          | 発見年 |
| --------------------------------------------- | ------ |
| Andromeda NE stellar stream                   | 2004   |
| Tidal Stream Northwest (Tidal Stream E and F) | 2009   |
| Tidal Stream Southwest                        | 2009   |
| M31 Giant stellar stream                      |        |

### その他の銀河
| 名称                    | 銀河            | 起源                       | 構造                               | 発見年 |
| ----------------------- | --------------- | -------------------------- | ---------------------------------- | ------ |
| Young Blue Tidal Stream | ケンタウルス座A | ガスまたは崩壊した矮小銀河 |                                    | 2002   |
|                         | NGC 1055        | 崩壊した伴銀河             | 穴空き構造                         | 2010   |
|                         | NGC 1055        | 崩壊した伴銀河             | 明確なハロー構造がみえる           | 2010   |
|                         | NGC 1084        | 崩壊した伴銀河             | 同様の幅の3つの切断構造            | 2010   |
|                         | NGC 3521        | 崩壊した伴銀河             | 狭いジェット状構造や残骸           | 2010   |
|                         | NGC 4013        | 崩壊した矮小銀河           | 大きなループ構造と低い傾斜角       | 2008   |
|                         | NGC 4216        | 崩壊した伴銀河             | 継続的な崩壊による長い尾が見られる | 2010   |
|                         | NGC 4651        | 崩壊した伴銀河             | 狭いジェット状構造や残骸           | 2010   |
|                         | NGC 5907        | 低質量の崩壊した伴銀河     | 複数のループ構造                   | 2009   |
|                         | NGC 7531        | 崩壊した伴銀河             | 残骸                               | 2010   |